# Reto Capadrutt
Reto Capadrutt (* 4. März 1912 in Chur; † 3. Februar 1939 in St. Moritz) war ein Schweizer Bobfahrer.
Capadrutt nahm erstmals an den Olympischen Spielen 1932 in Lake Placid teil und gewann im Zweier-Bob die Silbermedaille. Anschliessend war er Sieger der Goldmedaille bei den Weltmeisterschaften im Zweierbob 1935 und Sieger der Bronzemedaille im Viererbob, ebenfalls 1935. Im Jahr darauf nahm er an den Olympischen Spielen 1936 in Garmisch-Partenkirchen teil und gewann die Silbermedaille im Viererbob. Bei den Weltmeisterschaften im Jahr darauf gewann er nochmals eine Bronzemedaille im Zweierbob.
Bei den Bob-Weltmeisterschaften 1939, deren Zweierbob-Wettbewerbe in St. Moritz stattfanden, verunglückte er mit seinem Bob tödlich, nachdem dieser aus der Bahn fuhr.